# Geschiedenis van Wolder
Wolder ligt in het zuidwesten van de gemeente Maastricht aan de verbindingsweg tussen Tongeren en Maastricht, de Tongerseweg, juist voor de grens met Vroenhoven (gemeente Riemst) in België. De voormalige verbindingsweg tussen beiden steden, de Romeinsebaan, ligt noordelijk van Wolder en doorkruist thans de wijk Daalhof. De huidige Tongerseweg is aangelegd tussen 1804 en 1813. Wolder ligt op een kleine hoogte, met in het zuidoosten de Louwberg en Cannerberg.

## Prehistorie en Romeinse tijd
Het plateau van Wolder kende al bewoners aan het einde van de eerste ijstijd, circa 250.000 jaar geleden. Sporen van kampplaatsen en vuurstenen heeft men aangetroffen, die erop wijzen dat er in die jaren hier mensen zijn geweest die leefden van de jacht. Hun voedsel bestond verder uit vruchten, noten en paddenstoelen. De kleding die ze droegen bestond vermoedelijk uit dierenvellen. Ook werktuigen die gebruikt werden om dierenvellen mee schoon te maken zijn gevonden.
In het begin van de jaartelling werden door de Romeinen wegen aangelegd (heerbanen) voor het verplaatsen van de legioenen (troepen). Een van deze wegen is de Romeinsebaan die liep van Tongeren via Maastricht en Heerlen naar Keulen. Langs de Romeinsebaan werden later villa’s en landhuizen gebouwd, waarvan er in de buurt van Wolder een aantal is teruggevonden (zie bijv. Romeinse villa Maastricht-Louwberg). De naam Wolder, ook wel Wilre of Wijlre, is afgeleid van het Latijnse villare, wat villa of landgoed betekent.

## Middeleeuwen
De naam Vroenhof is gekomen toen Frankische machthebbers de door de Romeinen verlaten gebieden in bezit namen. Ze stichtten er hoven, waaruit ze in naam van de landheer het gebied bestuurden en recht spraken. Zo is het graafschap van de Vroenhof ontstaan. Executies werden in die tijd, omstreeks 1200, voltrokken op de Dousberg. In de nabijheid van de huidige hoeve 'Hazendans' stond een galg. Zo werd de benaming Goudenweg (Goldenweg) wel in verband gebracht met Galgenweg.
In 1204 werd Hertog Hendrik I van Brabant beleend, zoals dat in de stukken staat, met Maastricht en al zijn rechten en toebehoren binnen en buiten de stad. Deze omschrijving bevat drie kernen ten westen van de eerste stadsmuur: Montenaeken, Wolder en Lenculen. Het graafschap werd bestuurd vanuit een grote hoeve “de Hof van Lenculen” die was gelegen aan de huidige Tongersestraat. De Schepenen van de Vroenhof bezochten eens per jaar in vol ornaat de dorpen en informeerden of er nog misdaden of overtredingen waren geweest. Door de stadsuitbreidingen tussen 1300 en 1550 was de Hof van Lenculen binnen de stadsmuren komen te liggen. De grenzen van de Vroenhof en de tweeherigheid van Maastricht liep dus nu binnen de stadsmuren. 
De Vroenhof strekte zich uit vanaf het huidige Smeermaas in het noorden tot aan Kanne en de Jeker in het zuidwesten. Het was een dunbevolkt gebied dat zich centreerde in een drietal kernen, Heukelom, Montenaken (het huidige Vroenhoven) en Wolder. Wolder, waartoe ook de kleinere woonkernen Oud-Caberg en Biesland en enige belangrijke hoeven als Hazendans, Panhuis, Apostelhoeve en Nekum behoorden, was het voornaamste dorp in de Vroenhof. De landbouwgronden in de Vroenhof waren in handen van kerken of kloosters.
De kerk was altijd al het natuurlijke middelpunt van het dorp, en werd al genoemd voor 1200. De kerk was gewijd aan St Marcus, maar dit gebouw is door verval en gebrek aan onderhoud vervangen door een nieuw gebouw dat in 1896 in gebruik is genomen. De nieuwe kerk is 'over' de oude heen gebouwd, en gewijd aan St.Petrus en Paulus. De kerk ligt op het hoogste deel van het dorp. Eromheen ligt het kerkhof.

## Oorlogen en veldslagen
Aangezien Wolder dicht bij Maastricht ligt, heeft het veel te lijden gehad van de vele belegeringen van die stad, vooral in de 16e en 17e eeuw. In het jaar 1632 werd Maastricht belegerd door prins Frederik Hendrik. Het hoofdkwartier van de prins was gelegerd op de Dousberg. Van hieruit had hij een directe verbinding met de op de Caberg gelegerde cavalerietroepen. De versterkingen die opgebouwd waren liepen van Sint Pieter langs de molen van Nekum naar Wolder en vanaf Caestert langs de Maasoever. De Maastrichtse bevolking wilde niet, zoals dat wel in 1576 en 1579 door de Spanjaarden was gebeurd, beroofd en uitgemoord worden. Ze dwongen de Spaanse bevelhebber om aan de Dousberg met prins Fredrik Hendrik te gaan onderhandelen. Op 23 augustus 1632 trokken de Spanjaarden de stad uit en hun plaats werd ingenomen door de Staatse troepen.
In 1673 werd de vesting Maastricht belegerd door de Fransen. Lodewijk XIV vestigde zijn hoofdkwartier in Wolder. Waar precies is ons nog altijd niet bekend, omdat de tekeningen uit die tijd een vertekend beeld geven. De Franse troepen schoten vanaf de Sint-Pietersberg op de stadsmuur. De Franse vestingdeskundige Vauban schijnt geweten te hebben dat daar, waar nu het Aldenhofpark is, een zwakke plek in de stadsmuur was. Er werd een grote bres geschoten in de muur en daardoor konden de Franse troepen de stad binnentrekken. Na de bezetting van Maastricht bleven er in Wolder troepen gelegerd. Op 7 november 1678 werden de stad en de omliggende gebieden weer met de Noordelijke Nederlanden herenigd. 
Tijdens de Spaanse Successieoorlog (1701 tot 1714) waren in de omgeving van Maastricht veel militairen ingezet om de stad tegen een aanval van de Fransen te beschermen. De militairen hadden in 1703 in Wolder een schuur als theater ingericht. In deze schuur brachten Engelse gezelschappen opera en theatervoorstellingen.  Telkens als er weer een belegering op komst was, begon de bevolking van Wolder haar kostbaarheden zoals goud, zilver en linnengoed naar een veiligere plaats in de stad onder te brengen. De meubels, het vee en ook de mensen zochten hun toevlucht in de onderaardse gangen van de Cannerberg. Ook bij de slag bij Lafelt (1747) had Wolder veel te lijden.
Rond 1750 was Wolder een dorp van betekenis, maar hoe het er precies uitzag, kunnen we alleen maar raden. Vermoedelijk werd het dorp gevormd door de huidige Kesselterweg, Lammergierstraat, Dorpsstraat (de huidige Pletzersstraat), de Dalingsweg en de Susserweg. Er zijn vermoedelijk twee verbindingswegen met de vesting Maastricht geweest. De Romeinsebaan liep langs Wolder tot aan de Brusselsepoort, aan de huidige Brusselsestraat. De Winterslag liep over in de Oude Wolderweg en zo tot aan de Tongersepoort aan de Tongersestraat.

## Franse tijd
In 1794 werd Maastricht ingenomen door de Fransen. Dit betekende ook het einde van de tweeherigheid van de stad Maastricht en omliggende gebieden, die eeuwenlang geduurd had. Het graafschap van de Vroenhof werd opgeheven en er kwam een Franse troepenmacht onder Generaal Bernadotte die de scepter zwaaide. Op 1 oktober 1795 annexeerde Frankrijk het gebied. In die Franse tijd kenden deze streken bloei en welvaart. 
De goede contacten die de Wolderse bevolking altijd met de Fransen had gehad, kwam nu ook tot uiting. Heel veel veranderde, zelfs de relatie met de bevolking op het platteland kon niet aan die modernere tijd ontkomen. Voorheen waren het de kapittels en kloosters die meestal eigenaar waren van de landbouwgronden, maar deze vielen nu aan de staat. De pachters konden nu eigenaar worden van de grond die ze soms jarenlang hadden bewerkt. Maar ook rijke Maastrichtse burgers kregen nu de kans grond te kopen en deden dat volop.
In 1804 begint de aanleg van de straatweg Tongeren–Maastricht. De weg werd gemaakt door Spaanse krijgsgevangenen, soms onder erbarmelijke omstandigheden. In het jaar 1810 werd op last van de Franse overheid buiten de Tongersepoort, nauwkeuriger aan de Tongerseweg, een begraafplaats aangelegd. De Fransen wilden geen doden meer binnen de stadsmuren begraven. Op 27 januari 1812 kwam de begraafplaats aan de Tongerseweg gereed en werd ze ingewijd.

## Wolder na de Franse tijd
Toen de Franse invloed in de streek was afgelopen bleef het een tijd lang rustig. Om hen te beletten weer een oorlog te beginnen had men een sterke bufferstaat gemaakt, dat wil zeggen de Noordelijke en Zuidelijke Nederlanden samen gevoegd tot één sterk Koninkrijk. Dit gebeurde door de grote mogendheden (Engeland, Pruisen, Rusland en Oostenrijk) in het jaar 1815. Koning Willem I werd de heerser over dit Koninkrijk. In de Zuidelijke Nederlanden was men niet zo gelukkig met deze koning. Hij was erg streng en niet flexibel, weinig plooibaar zoals het genoemd werd. De tijd van rust is relatief erg kort geweest. Op 25 augustus 1830 breekt in Brussel de Belgische opstand uit. In feite waren dit slechts kleine relletjes maar de volgende dagen sloeg de vlam in de pan. In de steden Brussel en Luik werden fabrieken bestormd en alle machines die er stonden vernietigd. Deze machines die door het beleid van Koning Willem I waren geplaatst in de industrie, veroorzaakten volgens de Zuidelijke Nederlanders de hoge werkloosheid. De opstand waait ook over naar Limburg en de afscheidingsoorlog is een feit. Limburg werd in die tijd verdedigd door generaal Dibbets.

### Nieuwe grens
Door de standvastigheid van Dibbets kon in Maastricht de Maas niet als grens worden aangemerkt, dus moest dit op een andere manier gebeuren. Vanaf de Tongersepoort werd een kanonschot gelost richting België. Een stuk verder dan de plaats waar de kogel neerkwam, werd de grens bepaald en zo kon men vanuit Maastricht het Belgische grondgebied niet beschieten en andersom konden de Belgen vanaf hun grondgebied de vesting Maastricht niet raken. Deze nieuwe grens had grote gevolgen voor Wolder en zijn omgeving. De overeengekomen land– en provinciegrenzen sneden het oude Graafschap Vroenhof in twee delen. De kernen Heukelom en Montenaken werden de gemeente Vroenhoven en behoorden tot het Belgisch–Limburgs grondgebied. Wolder, met het dorp Caberg, het gehucht Biesland en afscheidingen van de dorpen Kanne en Smeermaas, kwamen bij het Hertogdom Limburg en werd lid van de Duitse bond tot 1867. In 1839 kreeg dit gedeelte van het Graafschap Vroenhof dat op Nederlandse bodem lag de naam Oud-Vroenhoven. 
Koning Leopold I van België was niet tevreden en hij wilde met een bliksemactie Nederlands Limburg bezetten. Van de Grote Mogendheden kreeg hij hiervoor echter geen toestemming. Na de Eerste Wereldoorlog in 1919 bij het vredesoverleg in Versailles, vraagt de Belgische Staat weer om Nederlands Limburg bij België te voegen. Ook nu weer houden de geallieerden dit tegen.

### Smokkelen
De Belgische afscheidingsoorlog en de grens in dit gebied brachten natuurlijk ook de smokkelhandel op gang. Als in België de boter goedkoper was, werd natuurlijk daar de boter door de Woldernaren gekocht. Andersom, als in Nederland een ander product goedkoper was dan in België werd dit product door de Belgen hier gekocht. Er waren mensen die hiervan hun werk gingen maken en eigenlijk gebeurt het tot op de dag van vandaag, ondanks het verdrag van Schengen.

## Moderne tijd
Zo rond 1830 ontstonden in de stad Maastricht bedrijven voor het produceren van glas, aardewerk en een spijkerfabriek. Deze industrie was in handen van de familie Regout. In die tijd was het ook dat veel kleinere boeren of boerenknechten uit Wolder in deze industrie gingen werken. Er was in de fabrieken meer te verdienen dan in de landbouw. 
In 1901 werd de Woningwet aangenomen en de Bouwvereniging Sint Servatius, die in 1902 werd opgericht, kon toen beginnen met de bouw van arbeiderswoningen in Maastricht. In het Proosdijveld, dat altijd grondgebied van de Vroenhof was geweest, begon men aan de bouw van het Blauwdorp. Tussen 1910 en 1930 werd het Blauwdorp geheel voltooid. Opmerkelijk was dat ondanks de zeer rooms-katholieke inslag van het toenmalige Maastricht, ook de Socialistische Bouwvereniging Beter Wonen mocht bouwen. 
In 1908 werd door de broeders van de Onbevlekte Ontvangenis (broeders van de Beijart) aan de Tongerseweg een Juvenaat gebouwd, een school waarin de broeders hun eigen mensen opleidden. De broeders verzorgden in Maastricht aan een aantal scholen het onderwijs. Ze moesten het in die nieuwbouw echter zonder waterleiding en elektriciteit stellen. Om toch over deze faciliteiten te kunnen beschikken, hebben ze daar een eigen machinekamer gebouwd die stroom kon opwekken en een pomp geplaatst om grondwater te kunnen oppompen.
In november 1908, rond Allerheiligen, ging de stoomtramverbinding tussen Maastricht, Montenaken en Tongeren proefdraaien. Op 2 november van dat jaar was de eerste openstelling. Die dag werden er 7000 passagiers vervoerd, die o.a. de Algemene Begraafplaats bezochten. Op 1 mei 1909 werd deze verbinding officieel in gebruik genomen. 
Op 1 januari 1920 kwam de gemeente Oud-Vroenhoven geheel bij Maastricht te horen. De Dorpsstraat werd omgedoopt tot Pletzersstraat maar voor de rest veranderde er niet zoveel. Alleen de belastingen zullen waarschijnlijk op een hoger bedrag zijn uitgekomen, want men behoorde nu bij de stad en de stedelijke belastingen waren meestal hoger dan in de dorpen. Kort daarna kreeg het dorp ook waterleiding, gas en straatverlichting en de hoofdwegen werden van een wegdek voorzien.

## Wolder tijdens de Wereldoorlogen

### Eerste Wereldoorlog
De schermutselingen voorafgaande aan de Eerste Wereldoorlog beginnen, al in 1871. Op 10 mei van dat jaar komt er een einde aan de Frans - Duitse oorlog bij de vrede van Frankfurt am Main. Frankrijk verliest de Elzas en Lotharingen aan Duitsland. Dan zijn er tijdens de volgende jaren allerlei conflicten tot op 28 juni 1914 de Oostenrijkse troonopvolger Frans Ferdinand in Sarajevo wordt vermoord. Vervolgens verklaart Oostenrijk Hongarije, aan Servië de oorlog. Nu begint het op een kruitvat te lijken, het ene na het andere land mobiliseert zijn troepen. Op 1 augustus 1914 verklaart Duitsland Rusland de oorlog. Op 3 augustus verklaart Duitsland ook Frankrijk de oorlog en valt op 4 augustus België binnen. Ze doen dat omdat België de Duitse troepen niet vrijwillig de doorgang verleent. Op 23 augustus verklaart Japan Duitsland de oorlog en het kruitvat is compleet. Tijdens de Eerste Wereldoorlog was Nederland neutraal en werd niet bij de oorlog betrokken. Op 4 augustus 1914, trekken via het Drielandenpunt in Vaals de Duitse troepen België binnen. Honderdduizend Belgen vluchtten naar Nederlands Limburg. Velen keerden terug binnen het eerste oorlogsjaar, maar de Belgische militairen werden ondergebracht in een kamp in Treebeek en werkten in de Nederlandse mijnen. Tijdens de Wereldoorlog stegen de prijs voor kolen tot dramatische hoogte. Terwijl het aan de Nederlandse kant van de grens rustig was, stond aan de andere kant België in vuur en vlam. In Kanne kwamen op 5 augustus ongeveer 500 vluchtelingen die een veilig toevluchtsoord zochten in de mergelgroeven. De vluchtelingenstroom ging voor de Duitse troepen uit. Op 15 augustus begonnen de eerste Duitse troepen door het dorp te trekken. Van de achtste tot de zestiende augustus was er dag en nacht kanongebulder. De eerste Duitse troepen die doortrokken, hielden zich netjes en betaalden zelfs al hun verteringen. Op 17 augustus ontving burgemeester Postwick van Kanne een zestal Duitse officieren die zeer hoffelijk waren. Toen ze echter vertrokken, waarschuwden ze nog dat de mensen die na hen kwamen weleens veel slechter konden zijn.

#### Hekwerk
Langs de Nederlands–Belgische grens werd door de Duitse bezetter vanaf het voorjaar 1915 van Vaals tot aan Knokke in West-Vlaanderen een hekwerk geplaatst om de smokkelhandel tegen te gaan en om de infiltratie van spionnen, oorlogsvrijwilligers en verzetsstrijders te voorkomen.  Op dit hekwerk, dat de Draad werd genoemd, stond 2000 volt stroom. Mensen die wilden vluchten uit België werden bij hun pogingen om tussen de draden door te komen verbrand en stierven. Tijdens de Eerste Wereldoorlog zijn er ongeveer 1000 tot 1500 doden gevallen onder de mensen die naar de andere kant wilden. In de eerste tijd gebruikten de vluchtelingen rieten manden, waar ze de bodem uitsneden en die ze tussen de draden van het hekwerk plaatsten. Vervolgens probeerde men dan door de mand te kruipen om zo aan de andere kant van het hekwerk te komen. Dit bleek niet afdoende te zijn, want door de wringende bewegingen die men moest maken om door de mand te komen, kwamen velen toch in aanraking met de draden en stierven alsnog. Later gebruikte men een zestal houten latjes, plaatste die met scharnieren zodanig aan elkaar, dat ze inklapbaar waren en hij ze als een klein pakketje onder zijn jas kon meenemen: het zogeheten passeursraam. Als hij bij het hekwerk kwam, klapte hij het vierkant open en plaatste het tussen de draden. Verder gebruikte men nog wollen dekens, een houten fietsfel, een ton waarvan boven- en onderkant waren uitgeklopt, hefboomkniptangen, laddertjes, tafeltjes waarvan de poten met porselein geïsoleerd waren, rubberen laarzen en handschoenen enz.  Op deze manier konden toch nog duizenden mensen van België naar Nederland vluchten. Nog vermeldenswaardig is dat in 1918, toen de wapenstilstand was getekend, de Duitse kroonprins over de grens in Wolder naar Nederland vluchtte. In november en december 1918 krijgen zeventigduizend Duitse militairen, van de regering uit Den Haag, toestemming om via Limburg terug te keren naar Duits grondgebied. Ze moeten uiteraard wel hun wapens inleveren. Een  vermoeid en verarmd Duits leger trok in die dagen via Wolder en de Limburgse wegen terug naar huis. Ook in die tijd zou al weleens achterkamertjespolitiek bedreven kunnen zijn, want op 10 november 1918, een zondagmorgen, meldt de Duitse keizer Wilhelm zich bij de grenspost in Eijsden en na een aantal telefoontjes wordt hij op Nederlands grondgebied toegelaten.

#### Monument
In het Belgisch-Limburgse plaatsje Hamont-Achel, even over de Nederlandse grens met Budel (gemeente Cranendonck) is een gedenkteken geplaatst. Eigenlijk is het een reconstructie aan de hand van origineel fotomateriaal uit de Achelse Sint-Benedictusabdij. Ter plaatse staat nu een ongeveer 50 meter lange elektrische draadversperring, zoals die toen langs de gehele Nederlands–Belgische grens stond. Dit ter nagedachtenis aan de mensen die destijds hun leven hebben verloren bij het passeren van de draadversperring. Andere reconstructies kan men vinden in het Karrenmuseum in Essen en aan de Belgisch-Nederlandse grens bij Zondereigen, onder Baarle-Hertog.  Een echt monument staat er in Sippenaeken (Voerstreek).

### Crisistijd
In de jaren dertig was het in Duitsland, de verliezer van de Eerste Wereldoorlog, kommer en kwel. Ook waren veel mensen werkloos zoals in vele andere landen om ons heen. Maar de Duitsers waren ook nog eens veroordeeld om een grote som geld te betalen voor het leed en de schade die ze tijdens de Eerste Wereldoorlog hadden aangebracht in de bezette landen. De grote man, keizer Wilhelm, zat hoog en droog te genieten van zijn oude dag en de burgers moesten het gelag betalen. Mijns inziens heeft de grote som geld die de Duitse burgers moesten opbrengen om de oorlogsschuld te voldoen, meegespeeld bij het ontstaan van de Tweede Wereldoorlog. De geallieerden hebben te weinig begrip getoond voor de situatie van de Duitse inwoners en voor de armoede die ze hadden. Het kon niet uitblijven dat iemand hieruit munt zou slaan. Verschillende opeenvolgende Duitse regeringen konden de problemen geen halt toe roepen. Hitler, een Oostenrijker die in de Eerste Wereldoorlog korporaal was in het Duitse leger, was al sinds het jaar 1920 bezig politiek gezag in Duitsland te verkrijgen. Toen de invloed van Hitler op zijn hoogtepunt was, wilde men ingrijpen, maar het was te laat. Het komt op mij over dat de overwinnaars vele jaren op hun lauweren aan het rusten waren, genietend van de overwinning. In die tijd is het geweest dat veel Duitse burgers, gedreven door o.a. armoede en honger, aanhangers werden van Hitler en zijn nazi–partij. De aanhang van de nazi–partij groeide en groeide en greep uiteindelijk de macht in Duitsland. Er werd niet adequaat op gereageerd en Hitler kon zijn macht steeds verder uitbreiden en we weten nu wat de gevolgen waren. De oorlogsdreiging werd erger en op veel plaatsen werden maatregelen getroffen om tijdens het oorlogsgeweld de bevolking een schuilplaats te bieden. In de stad Maastricht werden de kazematten, die nog stamden uit de tijd dat de vesting Maastricht werd belegerd, in orde te gemaakt. Bij het uitbreken van een oorlog zou de bevolking hier kunnen schuilen. In Wolder gaf Gerardus Franssen, die een stuk land had tussen de Kesselterweg en de Lammergierstraat, toestemming hier een betonnen schuilkelder te bouwen. Tijdens die oorlogsjaren hebben de mensen die daar woonden een goede schuilplaats gehad. Achter de winkel van Hesemans aan de Tongerseweg 260 werd ook een schuilkelder gemaakt door de steenhouwer Pieters. Daar konden de mensen van de Tongerseweg schuilen. De cement werd geleverd door een andere inwoner van Wolder die op de ENCI werkzaam was. De schuilkelder is in latere jaren nog gebruikt voor het opslaan van de bieten die bewaard moesten blijven voor de wintertijd.

#### Distributie
In de jaren dertig werden al voorbereidingen getroffen voor een eventuele distributie. Dit betekende dat alle goederen op de bon kwamen. De schaarse goederen werden door het distributiesysteem eerlijk onder de bevolking verdeeld. Aan het einde van het jaar 1939 kregen alle Nederlanders een distributiestamkaart. Met deze stamkaart kon men bonnen krijgen om de nodige levensmiddelen en kleding in een bepaalde hoeveelheid te kopen. De winkelier moest deze bonnen dan weer op een vel plakken en hiermee kon hij weer nieuwe voorraad kopen. In het begin waren er nog middelen genoeg, maar in mei 1940 na de Duitse inval waren er steeds minder. Op een gegeven moment werden koffie, thee, tabak en zeep al vervangen door surrogaatproducten. Vrij vertaald betekent dit: vervangingsproducten, meestal van  slechte kwaliteit. Op een gegeven moment kon men alleen nog zeep krijgen als men soepbeentjes inleverde. Als men bij de slager dus soepbeentjes had gehaald en de soep had gekookt, leverde men de beentjes in en daar werd dus zeep van gemaakt. In 1944 werd in Nederland helemaal geen zeep meer geproduceerd. Het dagelijkse leven was geheel ontregeld, maar de echte honger kwam pas toen het zuiden al bevrijd was. In het westen van Nederland zijn toen ongeveer 22.000 mensen de hongerdood gestorven.

### Tweede Wereldoorlog

#### Inval
Op 10 mei 1940, viel nazi Duitsland zonder oorlogsverklaring, Nederland, België en Frankrijk binnen. Bij de militairen aan de grens, waren veel wapens onklaar gemaakt, door mensen die de Duitsers graag zagen komen. Ze werden hier genoemd de vijfde colonne. Onze soldaten konden geen schot meer lossen en mede daardoor werden ze dan ook snel onder de voet gelopen. Ook Wolderse jongens stonden toen in die eerste linies, ook zij werden slachtoffer en voelden zich verraden. Op die eerste oorlogsdag kwamen in de vroege morgen Belgische of Franse stoottroepen de Bilserbaan af om richting Maastricht te gaan. Het waren haveloze, woest uitziende mannen, niet geschoren en ze stonken vreselijk. De stoottroepen zijn tot bij het kruispunt Bilserbaan/Brusselseweg geweest en daarna weer snel teruggekeerd. De boerderij van Prick werd in de middaguren door de Duitsers gevorderd en de gehele familie moest vertrekken. Ze gingen naar het Vrijthof, bij andere familieleden wonen. Duitse soldaten werden in de boerderij ingekwartierd. De eerste dagen van de oorlog heeft de familie dan ook het meest vertoefd in de graftombe van Sint Servaas. Na een aantal dagen konden ze weer terug naar hun boerderij aan de Bilserbaan. Van de honderd en vijftig kippen die ze daar achter gelaten hadden, was er nog niet een meer over en ook de koe was geslacht. De kamers lagen vol stro waar de soldaten geslapen hadden en ook waren er verschillende waardevolle voorwerpen gestolen.

##### Aan de Heukelommerweg
Ook op de eerste oorlogsdag, 10 mei 1940, stond tegen de avond boven aan de Heukelommerweg een Duits luchtdoelgeschut. Vermoedelijk hebben verkenners van het Belgische leger dit ontdekt. De Belgen schoten enkele goed gerichte granaten af en het Duitse geschut en de bemanning werd getroffen. Drie soldaten vonden de dood en ooggetuigen hebben stukken huid in het prikkeldraad langs de Heukelommerweg zien hangen. Pastoor Haesen wilde de gesneuvelden nog het Heilig Oliesel brengen, maar hij mocht niet verder komen dan de helft van de Heukelommerweg waar hij door een Duitse officier werd tegengehouden. Vanaf die plek heeft hij de slachtoffers de zegen gegeven. Vervolgens werden alle lichaamsdelen van de gesneuvelden bij elkaar gezocht en begraven op de plaats waar naderhand huizen zijn gebouwd tegenover het voetbalterrein. In de jaren zeventig van de 20e eeuw vond een bewoner van de Heukelommerweg, bij het omspitten van zijn tuin een bajonet van een Duitse soldaat die daar vermoedelijk begraven is.
In België
Op de eerste oorlogsdag ging het er even over de grens in Belgisch–Limburg  hard aan toe. Het was de Duitse troepen er alles aan gelegen om het machtige, bijna onneembare fort Eben–Emael vrijwel zonder slag of stoot snel in handen te hebben. Dit was van groot belang om een snelle opmars te kunnen waarborgen en dat is ze gelukt ook. De inlichtingendienst van de Weermacht had goed werk verricht, al dan niet met Belgen die de zaak hadden verraden. Ook in België waren er personen die de Duitsers een warm hart toedroegen. Voor de oorlog al spioneerden ze voor de Duitsers en ze gaven alle zaken die belangrijk waren aan het Duitse leger door. 

##### Blitzkrieg
Om een snelle opmars te creëren had het Duitse leger bijzondere troepen opgeleid. Negen maanden lang hadden ze in afzondering geleefd, kregen geen verlof en werden klaargestoomd om het fort Eben–Emael en de bruggen van Kanne, Vroenhoven en Veldwezelt snel in te nemen. Het waren para–troepen die bij de Luftwaffe, de Duitse Luchtmacht, waren gelegerd. Er waren ongeveer 350 man en ze werden genoemd de ”stormafdeling Koch”. Ze kwamen met 42 zweefvliegtuigen en waren met vier groepen, de groep ”Beton” voor de brug van Vroenhoven, de groep ”Staal” voor de brug van Veldwezelt, de groep ”IJzer” voor de brug van Kanne en de groep ”Graniet” voor het fort Eben–Emael. Dat de organisatie in het Duitse leger heel goed was, bewees de groep ”Graniet” die het fort Eben–Emael heeft ingenomen. De leider van deze groep was een luitenant, maar nadat de vliegtuigen in Duitsland waren opgestegen moest het vliegtuig van de leider een noodlanding maken. De groep werd nu geleid door een feldwebel, een sergeant. Deze onderofficier slaagde erin om het onneembare fort in het tijdsbestek van 20 minuten in te nemen. De triomf was groot en deze onderofficier is later in het Duitse Afrikakorps van Veldmaarschalk Rommel kapitein geworden. In de jaren tachtig is hij nog, als oude man, op het fort geweest en hij werd daar door de Belgische veteranen met eer binnen gehaald. De luchtlandingstroepen zouden gevolgd worden door tanks en de gemotoriseerde divisie van het zesde leger. Om 04.25 uur in de vroege morgen van 10 mei 1940 vlogen zweefvliegtuigen op 300 meter hoogte over het Albertkanaal, keerden om en kwamen dan vanuit het westen aangevlogen. Ze landden en waren binnen enkele minuten in staat om de bunkers met Belgische soldaten van achter aan te vallen. Het ging allemaal zo snel dat men geen kans heeft gehad de lonten aan te steken, om de bruggen te laten springen. Ook de brug van Vroenhoven werd al snel ingenomen ondanks de Belgische en Britse bommenwerpers die de brug probeerden te vernietigen. Dit vond plaats op 11 mei. Van de 15 Belgische vliegtuigen gingen er tien verloren en van de 42 Britse toestellen 33. Daarna kwam de Franse luchtvloot te hulp, maar alle 13 bommenwerpers werden neergehaald. De trieste balans van deze eerste oorlogsdagen was dat veel Belgische militairen en burgers de dood vonden. 

##### Krijgsgevangenen
Er werden wel krijgsgevangenen gemaakt. Getuigen verklaren hoe, even over er de grens in Vroenhoven, een zwaargewonde Belgische soldaat hardhandig op een wagen werd gekwakt om afgevoerd te worden naar een lazaret in Maastricht. De eerste dagen van de oorlog liepen er, ononderbroken rijen krijgsgevangenen over de Tongerseweg, om via Maastricht en de weg Maastricht–Vaals naar krijgsgevangenkampen in Duitsland te worden afgevoerd. Het waren Belgen, Fransen, Engelsen en Noord  Afrikanen. De Noord–Afrikanen waren in dienst van het Franse leger, omdat Frankrijk in Noord–Afrika koloniën bezat. Het kwam ook voor dat deze Noord–Afrikanen met voetkettingen aan elkaar waren geklonken en zo moesten verder lopen. De gewonde krijgsgevangenen werden ondergebracht in het Jezuïetenklooster aan de Tongersestraat.
Aan de bocht van de Winterslag naar de Pletzersstraat en dan weer de bocht naar de Heukelommerweg was het die eerste oorlogsdagen een enorme drukte. Alle oorlogsmateriaal ging via deze wegen naar België. Op 30 mei 1940 werden alle Nederlandse krijgsgevangenen weer in vrijheid gesteld en mochten terug naar huis. Dit was al vrij snel en de bezetter wilde hiermee de gunst van de bevolking winnen. Op 1 juni van dat jaar gingen de koffie en thee al op de bon en op 15 juni volgden het brood en het meel. In de maand juli volgden de boter, margarine en vetten. Nu begon men in te zien dat het echt oorlog was.
Persoonsbewijs
Op 14 juni 1940 werd er al gesproken over invoeren van een persoonsbewijs. De Nederlandse ambtenaar J.L. Lentz was vanaf 1 juli 1936 al bezig geweest met de Nederlandse registratie hiervoor. Het was zijn stokpaardje en dit kwam de bezetter goed uit. Iedere inwoner van Nederland moest zich vanaf de leeftijd van 16 jaar kunnen legitimeren. In april 1941 werden de eerste persoonsbewijzen uitgereikt. De bezetter kwam gemakkelijk aan de gegevens, want de gemeentes hadden van ieder inwoner een kaart gemaakt met alle gegevens die nodig waren. In de persoonsbewijzen stonden, behalve alle gegevens, ook nog een vingerafdruk van de rechterwijsvinger en een recente pasfoto van de bezitter. Het was bijna onmogelijk om te frauderen met de persoonsbewijzen, al heeft het Nederlands verzet dit vaker geprobeerd. Ook in Engeland probeerde men deze persoonsbewijzen te vervalsen, maar zonder resultaat. De Nederlanders die niet gewend waren een legitimatiebewijs bij zich te dragen en te tonen als daarom gevraagd werd, voelden zich diep gekwetst en in hun vrijheid aangetast. Vanaf ongeveer eind 1943 werd het persoonsbewijs gekoppeld aan de distributiestamkaart. Dat hield in dat men alleen nog met een geldig persoonsbewijs bonnen kon krijgen voor levensmiddelen en DDT. Dit was voor onderduikers een grote klap, hoe moesten zij nu aan eten komen? Ook hier heeft het verzet weer een antwoord op gevonden en de vervalsing van persoonsbewijzen nam toe. 

#### Bilserbaan
Hoe hard de Duitse soldaten waren tegen de burgerbevolking en zelfs tegen kinderen, leest u in de volgende getuigenis. In 1943 schoten de Duitsers een geallieerd vliegtuig uit de lucht. Het toestel kwam neer bij de bunker aan de Bilserbaan, die daar nu nog als gedenkteken staat. Het brandde uit en de verbrande lijken van de Engelse bemanning werden naar de rand van de weg gesleept en daar neergelegd. Toen de kinderen die naar school gingen, deze plaats passeerden, werden ze, zo jong als ze waren, gedwongen door de Duitse soldaten, om naar de lijken te kijken. Er werd dan gezegd ”dat zijn nu jullie vrienden die hier ’s nachts komen spoken”. 

#### Joodse bevolking
Voor de Joodse bevolking gold een aparte regeling. Eind van het jaar 1940 moesten de Joden zich bij het bevolkingsregister laten registreren. Rond juni 1941, besloot de Duitse politiechef Rauter, dat bij Joden twee grote 'JJ' s op het persoonsbewijs moesten worden gestempeld. Later in mei 1942 moesten alle Joodse mensen een gele ster met het opschrift Jood op hun kleding naaien. Nu waren ze meteen te herkennen, maar dit was juist de bedoeling van de bezetter. Ook in dat jaar begonnen de deportaties van de Joodse mensen.

#### Werken in Duitsland
Veel Duitse mannen moesten in militaire dienst. Op het laatst van de oorlog zelfs mannen tot de leeftijd van 60 jaar en daarom waren er in Duitsland te weinig arbeidskrachten. Maar daar werd snel wat op gevonden. Mensen uit de bezette gebieden werden opgepakt en in Duitsland te werk gesteld. Hier in deze streken ging dit nog vrij beschaafd, maar in Oost-Europa werden de mensen gewoon weggesleept om als slaaf in Duitsland te gaan werken. Ook een aantal mensen uit Wolder werd in Duitsland ingezet in de oorlogsindustrie. Huis en haard moesten ze verlaten om voor de vijand slavenarbeid te verrichten. Dit gedeelte van deze vreselijke oorlog wordt weleens onderbelicht, maar op de meeste betrokkenen heeft dit een grote invloed gehad. De mensen die deze tijd hebben meegemaakt en nu nog in leven zijn, wensen hier niet over te praten. De pijn is er nog steeds. Er zijn er ook die niet zijn teruggekeerd en daar de dood hebben gevonden. 

#### Terug in krijgsgevangenschap
In mei van het jaar 1942 moest het Nederlandse Beroepskader van de Strijdkrachten terug in krijgsgevangenschap. Een jaar later werden alle Nederlandse militairen weggevoerd en in Duitse kampen opgeborgen. Ook in Wolder was duidelijk voelbaar dat de soldaten weer weggehaald werden. De tweede keer in krijgsgevangenschap was duidelijk erger dan de eerste keer, al wilden de meeste hier geen woord over kwijt. Nu na zoveel jaren willen ze er nog niet over praten, of aan herinnerd worden zo pijnlijk is dat voor velen geweest. 

#### Onderduikers en geallieerde piloten
In die oorlog werden zo rond het jaar 1943 geallieerde piloten die hier in de buurt met hun vliegtuig waren neergekomen, geholpen door het verzet. Er was een heel netwerk opgezet om deze vliegeniers terug op hun basis te krijgen. De dakdekker Lejeune uit Biesland was een van de mensen die hier aan meededen. Hij woonde toen, voor onbepaalde tijd, boven café Crauwels op de hoek van de Pletzersstraat en de Tongerseweg. Hij was de man die geallieerde piloten de grens over bracht naar België en ze daar overdroeg aan het Belgische verzet. Er was een hele vluchtroute in Nederland, België en Frankrijk opgezet, om gestrande piloten via Spanje in Engeland weer terug te krijgen. Piloten waren in deze dagen onmisbaar en het verzet werd ingeschakeld om deze mensen te helpen. Als er weer een piloot terug moest is ging dat via Lejeune. ’s Morgens werd dan de handkar beladen en het werd dan zo geregeld dat Lejeune een klusje moest klaren in Vroenhoven. De piloot werd dan even knecht om de volgeladen handkar naar Vroenhoven te duwen, want men moest immers een heuveltje omhoog. Aan de Belgische grensovergang stonden Duitse soldaten en de knecht werd geïnstrueerd om heel dom te doen. De Duitse soldaat vroeg wie Lejeune bij zich had, deze antwoordde dan ”dat is mijn knecht, maar hij is gek”. Zo kwam de piloot in België alwaar hij verder werd gebracht naar Frankrijk. ’s Avonds keerde Lejeune terug met iemand anders die de kleren van de knecht droeg en de Duitsers hadden geen argwaan. Maar Lejeune was niet de enige in Wolder die mensen over de grens bracht ook de steenhouwer Pieters zou dat gedaan hebben. Door zijn toedoen zouden zeker vier Joodse mensen naar een veilige bestemming gekomen zijn. 

##### Kapelaan Boymans
Ook kapelaan Boymans, die in de oorlogsjaren kapelaan was in de parochie Wolder, moest onderduiken. De reden is niet helemaal duidelijk geworden. Maar ook hij moest een tijdje van het toneel verdwijnen. Er hangt over dit feit iets dat voor een buitenstaander moeilijk te verklaren is. Er zijn mensen die niet gecharmeerd waren van zijn optreden als kapelaan tijdens de oorlog. Uit de vele gesprekken die ik over dit onderwerp gevoerd heb, is bij mij de indruk ontstaan dat kapelaan Boymans iemand was die rechtuit was en niet eromheen draaide. Hij zou gezegd hebben ”je moet niet alles geloven wat de mensen zeggen die in Duitsland werken”. Maar volgens andere getuigen heeft hij gezegd ”je moet niet alles geloven wat de mensen zeggen die vrijwillig in Duitsland werken”. Meteen krijg je dan ook een andere benadering van de feiten. De mensen die vrijwillig in Duitsland gingen werken, hadden een heel andere mening over het nazi–regime, dan de mensen die verplicht werden om ernaartoe te gaan. Hier zou weleens met doorvertellen een ernstige fout kunnen zijn gemaakt. Ik geef hier de woorden van verschillende getuigen weer, maar ik kan niet zeggen wie het bij het rechte eind heeft. Het is niet onmogelijk dat hier altijd een waas van geheimzinnigheid over zal blijven hangen en dat is toch erg jammer. Kapelaan Boymans is werkzaam geweest in Wolder van 1 oktober 1939 tot 1 oktober 1945. Hij was een prestigieus en nauwgezet man, die zijn taken met volle overgave deed. Ook in het patronaat had hij de leiding en niets ontging hem. Hij is ook de oprichter van de voetbalclub Leonidas, daar de toenmalige voetbalclub Wolderse Boys de titel R.K. (Rooms katholiek) niet wilde aannemen. 

#### Patronaatswerk
In 1942 werd door de Duitse bezetter het patronaatswerk verboden. Boymans ging nu in samenwerking met het bestuur van Leonidas de patronaatsjeugd ook lid van de voetbalclub maken. Iedere zondag kwam de jeugd naar het patronaat en er werden oefeningen gedaan, voetbal en handbal. Zo werden de regels omzeild, maar de bezetter was daar niet van gediend en Boymans werd als ”gevaarlijk” bestempeld. Op 12 mei 1944 kwam de Siecherheidsdienst, om Boymans weg te halen. De kapelaan wist te ontkomen en dook onder in Gulpen. Vervolgens heeft hij, volgens zijn broer, tot het einde van de oorlog nog ondergedoken gezeten in Spekholzerheide, Heerlen en in Buchten. Op 1 oktober 1945 vertrekt Boymans uit Wolder en wordt kapelaan in de Sint Servaasparochie in Maastricht.

#### Vliegtuig stort neer in Wolder
Op 17 augustus 1943 stort aan de Vroenhovenweg aan de kant van de Belgische grens een Amerikaanse Thunderbolt neer. Het vliegtuig escorteerde een aantal B-17 bommenwerpers die het Duitse Regensburg gingen bombarderen. De piloot was luitenant Arthur Sugas en zijn basis was het vliegveld Suffolk in Engeland. Hij diende in het 63e Squadron en hij had als bijnaam: “Elmer”. Van geboorte was hij een Griek en hij was woonachtig in Kalamazoo, Michigan, in de Verenigde Staten Arthur Sugas die geboren was op 27 december 1919 verloor dus op 24-jarige leeftijd zijn leven in de strijd voor onze vrijheid. Zij vliegtuig werd neergeschoten door Hauptmann (Kapitein) Joannes, Naumann van een Duits jachteskader. Een aantal Woldernaren is bij het vliegtuig geweest voor het door de Duitsers op een vrachtwagen werd geladen. Het lichaam van Sugas werd begraven op de Algemene Begraafplaats Tongerseweg. Na de bevrijding van de stad werd het overgebracht naar de Amerikaanse Begraafplaats Margraten. In 1949 werd het lichaam weer overgebracht naar zijn geboorteplaats en bijgezet in Kalamazoo. 

#### Laatste oorlogsdagen
Tijdens de laatste oorlogsdagen was het nog heel spannend, ook in Wolder. De Duitsers wisten dat ze verslagen waren, maar ze waren nog zo fanatiek dat ze bleven vechten. Op 9 september 1944 wist geallieerde verkenners van de 113e Cavaleriegroep van het Amerikaanse leger door te dringen tot aan de bunker aan de Bilserbaan. Daarom is er nu nog altijd de discussie over wie het eerste in Nederland was. Was dat deze verkenningseenheid aan de bunker of was het de ”Red Horse” Cavaleriegroep, ook van het Amerikaanse leger, die in Mesch de Duitse verdedigingslinie oprolde. 
We kunnen alleen maar stellen dat de verkenningseenheid van de 113e Cavaleriegroep weer terugtrok naar België en dus geen vaste voet heeft gezet op Nederlandse bodem, en dat de ”Red Horse” groep dit in Mesch wel deed. In de laatste oorlogsdagen lag in het Belgische Millen achter Riemst een artillerie eenheid van het Amerikaanse leger. In een wanhoopspoging van de Duitsers werden er langs de oostkant van het Albertkanaal loopgraven aangelegd in Wolder en op de [Sint-Pietersberg]. Met een allegaartje van militairen, waar de Duitsers nog over konden beschikken, zou deze aanleg verdedigd worden. Maar de Amerikaanse eenheid in Millen heeft hier een stokje voor gestoken. Deze eenheid schoot op doelen in en om Maastricht. De meeste Duitse soldaten hadden bevel gekregen terug te trekken om de ”Heimat” te verdedigen. Maar in een oorlog is het nog altijd zo dat vaak voor niets wordt geschoten. Maar Soldaten schieten om hun eigen leven te redden en op alles wat gevaar zou kunnen opleveren. Ook op de betreffende dag was dat zo. Geen mens waagde zich buiten want overal zag men de granaten inslaan. Een enkeling die toch naar buiten ging, moest steeds van de ene schuttersput naar de andere rennen, om vervolgens weer te schuilen voor de granaten. Ook langs de Tongerseweg waren die putten gegraven om van Maastricht in Wolder te kunnen komen. 

##### Tragische vergissing
Een jonge vrouw van een en twintig jaar oud, die in de stad werkte, wilde zien hoe het met haar ouders in Wolder ging. Ook zij nam de gevaarlijke Tongerseweg om thuis te kunnen komen, ondanks alle waarschuwingen die ze gekregen had. Ze was zeker niet bang en ze rende van put naar put. Overal zag ze de inslagen van de granaten en veel hooimijten brandden als fakkels. Toen ze bij de winkel van Hesemans kwam, ging ze daar even schuilen. Ze kreeg daar de raad om niet verder te gaan, maar ze deed dat toch. Ze geraakte thuis zonder gewond te raken. Haar ouders, broers en zusters waren blij haar te zien. De woning van haar familie lag vlak bij de pastorie van Wolder, waar pastoor Haesen toen woonde. In de kelder van de pastorie schuilden ongeveer twintig mensen, dag en nacht. Ook de familie, waar ik over spreek, schuilde daar. De kelder was erg vochtig en elke dag moesten andere dekens gehaald worden om onder te slapen. Op een van de laatste oorlogsdagen dacht men dat er Duitse militairen in de toren zaten. Voor de artilleristen was dat een kolfje naar hun hand, want een beter doel als een kerktoren kan men zich niet wensen en het schieten vanuit Millen begon. Op die dag zou de dienstmaagd van de pastoor andijvie koken met spek. Het spek had ze gekregen van een bevriende boer, want er was niet veel meer te eten. De jonge vrouw, over wie ik eerder sprak, zei tegen de huishoudster ” bewaar me iets te eten, want ik ga voor het eten nog even wat droog beddengoed halen.” Ze heeft dit gedaan, maar op de terugweg begon het schieten op de kerktoren weer. Het mag ook gezegd worden dat er zeer goed werd geschoten, want de granaten gingen door de galmgaten van de toren naar binnen. Ik denk dan ook dat de verkenner die het vuur heeft aangevraagd, heel kort in de buurt van de toren moet zijn geweest. 
Een granaatscherf trof haar. Haar linkerbeen werd één bloedende massa. Ze was zwaargewond, maar ze sleepte zich naar de voordeur van de pastorie en klopte zo lang aan de deur dat ze haar hoorden en de deur openden. Men  droeg haar naar binnen  en zij vroeg zelf om verband. Vervolgens legde ze bij zich zelf een knevel aan, om het bloed te stelpen. Dit gebeurde ondanks dat haar rechterbeen en haar linkerhand ook zwaar beschadigd waren. Zonder deze koelbloedigheid, waar ze terecht trots op is, was ze niet gered. Er werd een ziekenauto gebeld om haar op te halen, maar door de veiligheidsmaatregelen die genomen waren, mocht deze niet verder komen dan de marechaussee kazerne aan de Tongerseweg. Op een draagbaar werd ze daar heengebracht, nog altijd onder moordend artillerievuur. Links en rechts van de Tongerseweg sloegen de projectielen in. Haar vader en de zoon van de koster geleidden haar naar de kazerne. Er was nog een derde persoon bij, maar deze naam kan ze in haar herinnering niet meer terugvinden. Ze werd in de gang van de kazerne neergezet. Daar was nog iemand, de zoon van de bakker, die bij de beschieting zijn arm verloren was. Gezamenlijk werden ze afgevoerd naar het ziekenhuis Calvarieberg, waar ze meteen, vermoedelijk met morfine, buiten bewustzijn werden gebracht. Het ene been van de jonge vrouw werd geamputeerd en het andere been hebben ze, mede door haar eigen koelbloedigheid kunnen behouden. De arm van bakkerszoon werd ook geamputeerd. Maar toen begon voor beide slachtoffers een moeilijke tijd. In een tijd dat er niets was, in een tijd waarin veel mensen in de ellende zaten, begin dan maar weer eens de draad van het leven weer op te pakken. Hun hele leven was verminkt, verminkt door een misvatting. Er waren namelijk helemaal geen Duitse soldaten in de toren. De Amerikaanse artilleristen die de toren zo goed getroffen hadden, hebben misschien ook nog een onderscheiding gekregen. Maar de ware helden zijn die mensen die verminkt verder door het leven moesten. De dag dat dit gebeurde is voor de hechte Wolderse gemeenschap een zwarte dag in de geschiedenis.

##### Bevrijding
Op 14 september 1944 was in deze streek de Tweede Wereldoorlog voorbij. De Amerikanen waren hier de bevrijders. De bijltjesdag kon beginnen. P Bronzwaer schrijft hierover in zijn boek ”Vier jaar Zwijgen”: ”de ene helft van Maastricht arresteerde in die eerste dagen na de bevrijding de andere helft”. Vele mensen waren ineens bij het verzet geweest en liepen met een pistool rond. Mensen werden hier en daar uit hun huis gehaald, soms vaag beschuldigd van iets en afgevoerd. Ook meisjes die met een Duitse soldaat verkering hadden gehad, dat gebeurde omdat iedereen in de chaos die er was, eigen rechter wilde spelen.
Veel jongeren die bewust de oorlogsjaren hadden meegemaakt, hadden andere gedachten, daarom meldde een groot aantal van hen zich als oorlogsvrijwilligers. De aanmelding hiervoor vond plaats in de Hoofdwacht aan het Vrijthof in Maastricht. Voor jongens die nog geen 18 jaar oud waren, moest de vader of moeder de handtekening plaatsen onder het contract. Dit gebeurde al in begin van 1945 toen in Duitsland de oorlog nog niet was afgelopen. De eerste oorlogsvrijwilligers vertrokken naar Duitsland, om daar Russische krijgsgevangenen te bewaken. 
Latere oorlogsvrijwilligers gingen via Brussel naar Londen en waren bestemd om het Japanse vasteland te veroveren. Dit ging niet door toen de Amerikanen, een nieuw wapen inzetten, de atoombom. 

##### Capitulatie
Toen Duitsland op 7 mei 1945 gecapituleerd had en Japan op 2 september 1945, gingen alle oorlogsvrijwilligers naar Nederlands-Indië. Na de Tweede Wereldoorlog zouden soldaten uit Wolder aan de politionele acties op Java en Sumatra meedoen.